# Teatro Municipal de Sabará
O Teatro Municipal de Sabará, antigamente chamado Casa de Ópera de Sabará, é uma edificação histórica da cidade brasileira de Sabará, no estado de Minas Gerais. É o segundo teatro mais antigo do Brasil ainda em atividade, sendo patrimônio tombado pelo Instituto do Patrimônio Histórico e Artístico Nacional. O Teatro foi eleito uma das Sete Maravilhas da Estrada Real.
Tem feições simples e um interior com galerias de madeira em três níveis, seguindo o modelo do teatro italiano, com 41 camarotes nos dois primeiros níveis, uma galeria popular no último e uma plateia, com uma capacidade total de 400 pessoas. Atribui-se a sua construção ao coronel Pedro Gomes Nogueira e ao padre Mariano de Souza e Silvino, dois membros ilustres da comunidade, com projeto de Francisco da Costa Lisboa. Foi inaugurado em 2 de junho de 1819, substituindo uma casa primitiva erguida em 1770, mas que poucos anos depois já estava em desuso.  Na sua inauguração foram apresentadas as peças Maria Teresa, a imperatriz da Áustria e Selo d'amor, celebrando o nascimento de dona Maria da Glória, infanta de Portugal. A estrutura recebeu reformas em 1839 e em 1885 um novo pano de boca, pintado por Johann Georg Grimm.
O Teatro Municipal foi testemunha de importantes eventos e foi um elemento de educação da sociedade local. Recebeu a visita do imperador dom Pedro I em 1831 e de dom Pedro II em 1881, Bento Epaminondas ali levou à cena peças abolicionistas que despertaram polêmicas na cidade, e companhias de ópera famosas se apresentaram durante seu período de apogeu entre 1840 e 1870. Relatos da época louvavam sua excelente acústica. Depois do surgimento do cinema a casa foi adaptada para a nova atividade, sendo rebatizada em 1915 como Cine-Teatro Borba Gato. Nos anos 1960 foi fechado, dando lugar a um bar.
No fim da década de 1960 a Secretaria de Viação e Obras Públicas providenciou o seu restauro, encarregado ao arquiteto Luciano Amédée Péret, sendo reaberto em fevereiro 1970 como casa de espetáculo e preservando suas características originais.